# Tolino Vision 2

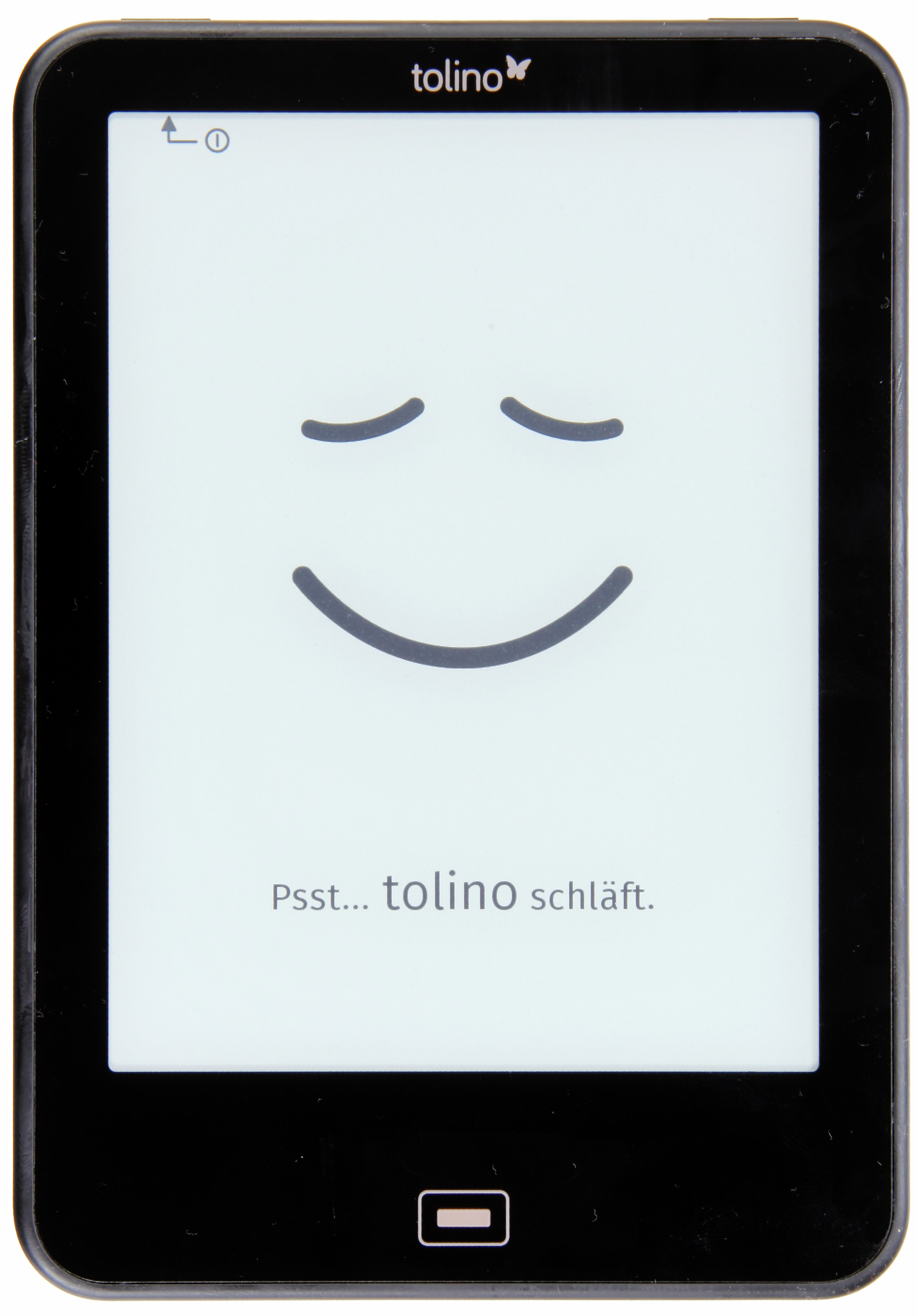
Tolino Vision 2 im Standby-Betrieb

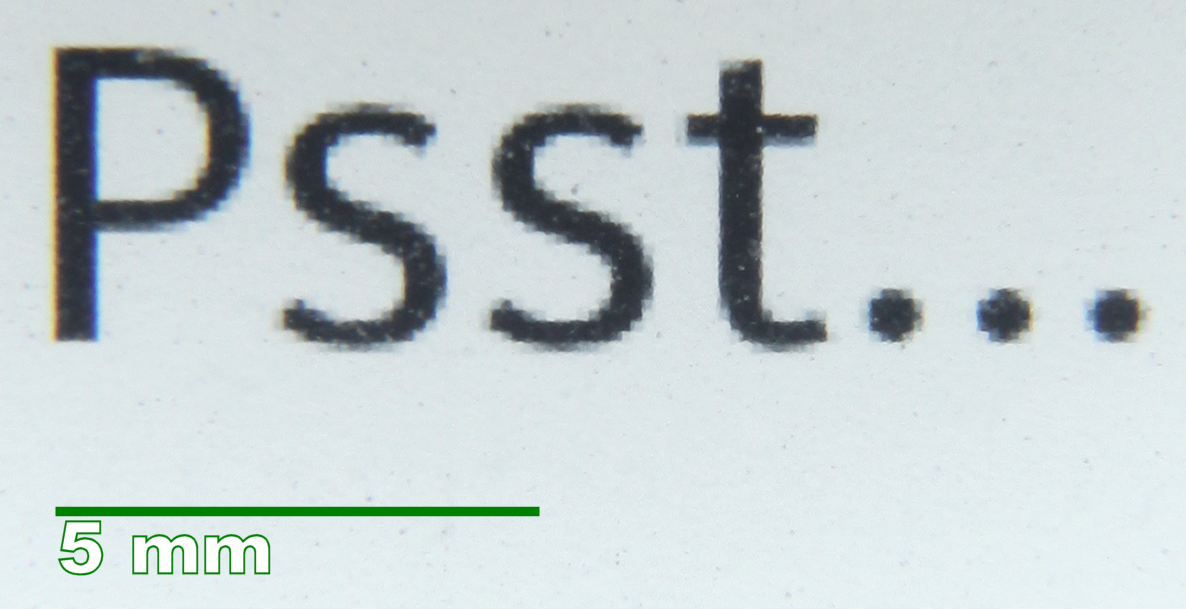
Schrift auf dem Display

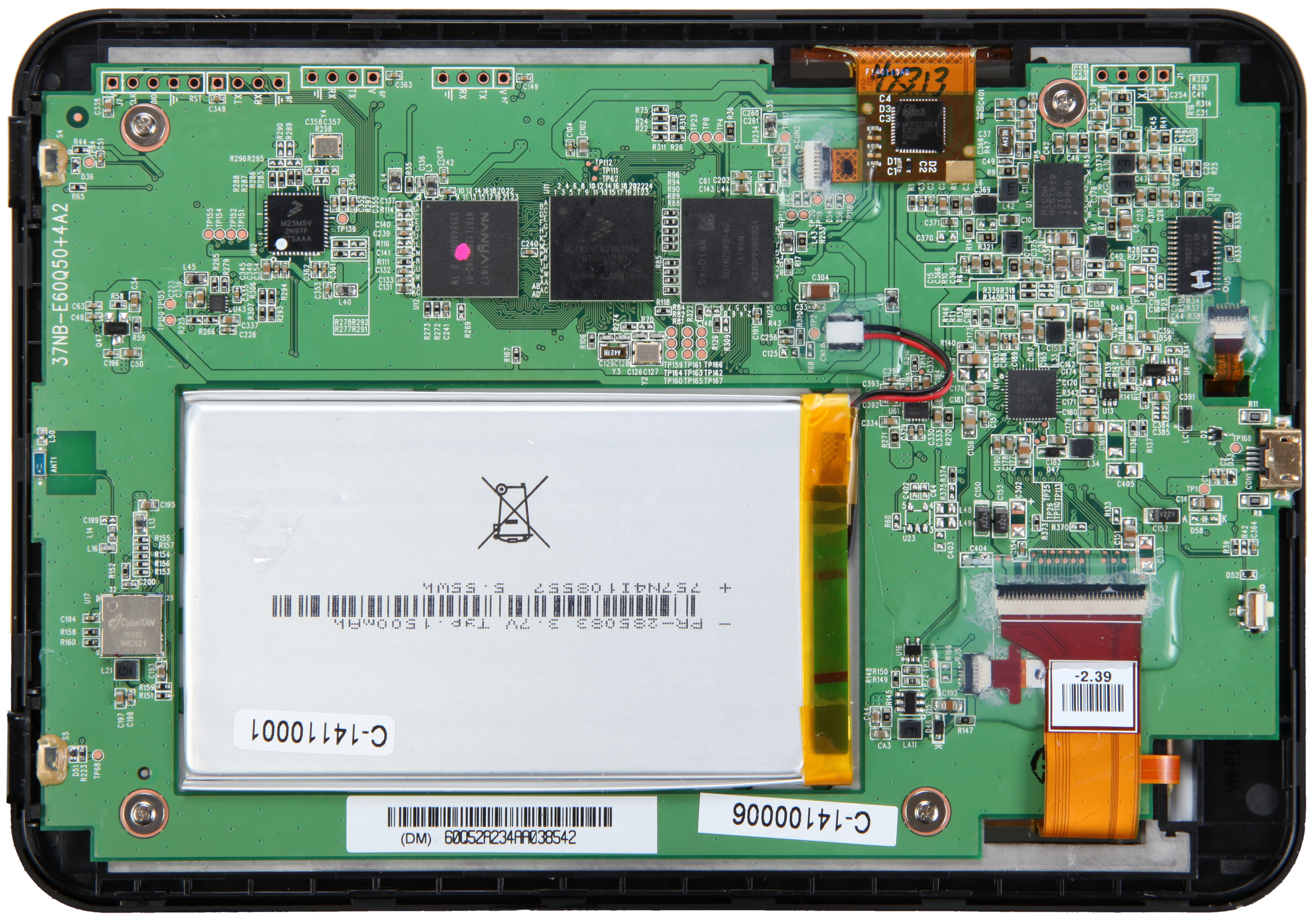
Geöffnetes Gerät mit entfernter Rückseite

Der Tolino Vision 2 ist ein seit 2014 erhältlicher E-Book-Reader der Tolino-Allianz. Zu den Neuerungen gegenüber dem Vorgängermodell Tolino Vision gehören ein Wasserschutz und das Blättern durch Antippen der Rückseite („tap2flip“). Der erweiterbare Speicher durch microSD-Karte des Vorgängers wurde weggelassen. Die Gehäusefarbe ist schwarz, statt braun.
Im Oktober 2015 erschien der direkte Nachfolger des Tolino Vision 2, der Tolino Vision 3 HD.

## Eigenschaften

### Wasserschutz
Eine der wesentlichsten Veränderungen, die den Tolino Vision 2 von seinem Vorgängermodell unterscheidet, ist der Wasserschutz. Das Gerät ist zwar wassergeschützt, jedoch nicht wasserdicht. So kann Wasser durchaus in das Gerät eindringen und wieder herauslaufen, wobei der E-Book-Reader jedoch nicht beschädigt wird. Der Schutz wird mit Nanotechnologie der Firma HZO und durch Versiegelung aller Steckkontakte im Inneren erreicht, was eine Reparatur oder den Austausch einzelner Komponenten und auch des Akkus erschwert oder ganz verhindert. Laut HZO erreicht das Gerät dadurch eine Schutzart von IP67 (staubdicht, vollständiger Schutz gegen Berührung, Schutz gegen zeitweiliges Untertauchen) und IPX7. Der Wasserschutz soll laut Hersteller für 30 Minuten bei einem Meter Tiefe in Süßwasser ausreichen. Auch andere Flüssigkeiten soll der Tolino Vision 2 vertragen, wenn er nach Kontakt abgespült und 48 Stunden lang getrocknet wird.

### tap2flip
Die Tap2flip-Funktion, die auch abgeschaltet werden kann, erlaubt das Umblättern mit nur einer Hand durch Antippen der Geräterückseite, die dafür mit einem Erschütterungssensor ausgestattet wurde. Versehentliches Umblättern oder doppeltes Vorblättern sollen durch eine relativ hohe nötige Druckstärke zum Auslösen der Sensortaste und einen integrierten Verzögerungsmechanismus verhindert werden. Zurückblättern oder ein Zugang zum Menü sind darüber nicht möglich. Schutzcover für den Tolino Vision 2 verfügen über eine offene Rückseite zur Nutzung der Funktion.

### Auszeichnungen
Der Tolino Vision 2 war Testsieger der Stiftung Warentest beim Vergleich von sechs E-Book-Readern mit Adobe-Kompatibilität. Der E-Book-Reader erhielt die Note „Sehr Gut“ (1,5). Auch das SFT-Magazin (Heft 2/2015) zeichnete den Tolino Vision 2 mit der Note „Sehr Gut“ (1,2) aus und ernannte ihn zum Testsieger. Bei lesen.net konnte der Tolino Vision 2 im E-Book-Reader-Vergleich ebenfalls die Note „Sehr Gut“ (1,5) erreichen.

## Technische Daten
| Abmessungen               | 163 mm × 114 mm × 8,1 mm                                                                   |
| Gewicht                   | 174 g                                                                                      |
| Bildschirmtechnik         | E Ink (E-Paper) „Carta HD Display“ mit kapazitivem Touchscreen und Beleuchtung             |
| Bildschirmdiagonale       | 15,24 cm (6,0″)                                                                            |
| Auflösung                 | 1024×758 Pixel, 213 dpi                                                                    |
| Schriftarten              | 6 Schriftarten und 7 Schriftgrößen, E-Ink optimiert                                        |
| Prozessor                 | ARMv7 rev 10 (Freescale i.MX6 SoloLite), 1000 MHz                                          |
| Arbeitsspeicher           | 512 MB RAM (Nanya NT6TL 128M132AQ-G1)                                                      |
| Speicher                  | 4 GB interner Flash-Speicher (Sandisk SDIN7DP2-4G), davon 2 GB nutzbar                     |
| Akku                      | 1500 mAh („bis zu 7 Wochen Akkulaufzeit“)                                                  |
| Konnektivität             | MicroUSB, WLAN (802.11 b/g/n)                                                              |
| Betriebssystem            | Android 4.0.4                                                                              |
| Aktuelle Softwareversion  | 16.2.0 (Stand: 9. April 2024)                                                              |
| unterstützte Dateiformate | EPUB (mit und ohne DRM), PDF (mit und ohne DRM), TXT                                       |
| Hersteller                | Longshine (Taiwan)                                                                         |
| Extras                    | Wassergeschützt, tap2flip (Antippen der Rückseite zum Umblättern), integrierter Webbrowser |